# Turbinella laevigata
Turbinella laevigata (denominada, em inglês, brazilian chank) é uma espécie de molusco gastrópode marinho do oeste do oceano Atlântico, pertencente à família Turbinellidae, originalmente classificada por Hermann Eduard Anton, em 1838, na obra Verzeichniss der Conchylien welche sich in der Sammlung von Herrmann Eduard Anton befinden. Herausgegeben von dem Besitzer. Pode ser usada na alimentação.

## Descrição da concha e hábitos
Conchas pesadas, quando desenvolvidas, de coloração branca ou creme, podendo estar encobertas por um perióstraco castanho e bastante grosso; chegando de 10 aos 20 centímetros de comprimento; com espiral moderadamente baixa, de 7 a 8 giros, e volta final globosa. Superfície encoberta por uma fina escultura de linhas espirais, lábio externo fino e arredondado, canal sifonal destacado e columela dotada de 3 pregas visíveis. Possuem opérculo córneo e protoconcha mamilar.

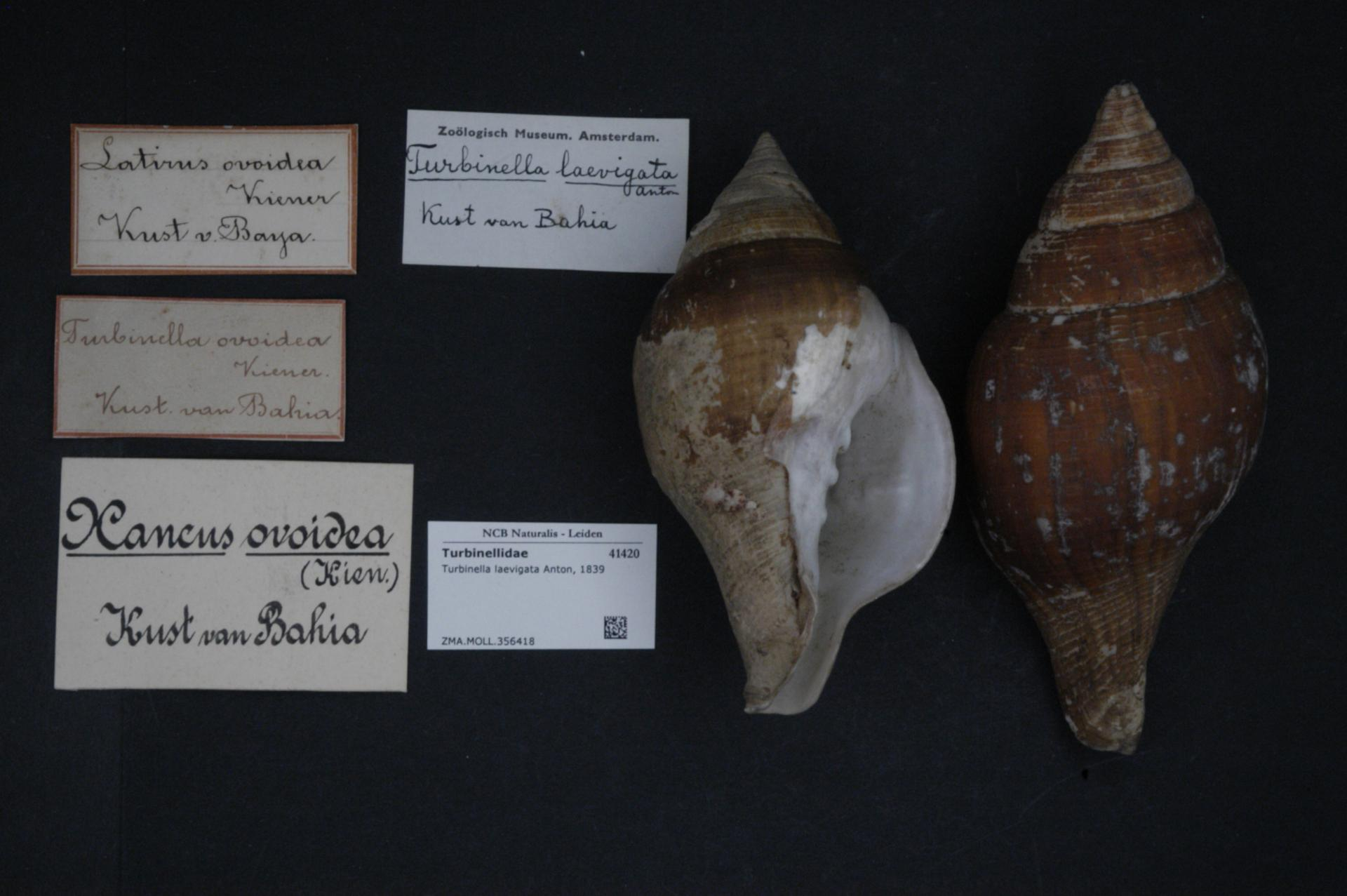
Espécimes de T. laevigata provenientes da Bahia; com seu perióstraco castanho preservado (Museu de História Natural de Leiden).

É encontrada em águas da zona nerítica até os 60 metros de profundidade. Os animais da família Turbinellidae são predadores.

## Distribuição geográfica
Turbinella laevigata é uma espécie endêmica do Brasil, indo desde o Piauí até o Espírito Santo.

## Subespécies
T. laevigata possui duas subespécies:
- Turbinella laevigata laevigata Anton, 1838
- Turbinella laevigata rianae Delsaerdt, 1986